# Giuseppe De Nava
Pour les articles homonymes, voir De Nava.
Giuseppe De Nava (Reggio de Calabre, 23 septembre 1858 - Rome, 27 février 1924) est un homme politique italien, appartenant à la noble famille De Nava. 

## Biographie
Né de Francesco et Elisabetta D'Agostino, il est diplômé en droit de l'université de Naples en 1878. Au début de la vingtaine, il se consacre à des études économiques, puis se met à son compte.
En 1893, après avoir remporté le concours, De Nava devient référendaire du Conseil d'État et participe à de nombreuses commissions législatives. En effet, en 1896, il est chef de cabinet du ministre des Travaux publics Giulio Prinetti dans le gouvernement di Rudinì III. L'année suivante, il se présente pour la coalition libérale dans la circonscription de Bagnara et est élu à la Chambre des députés. L'élection est annulée pour cause d'incompatibilité avec ses fonctions au Conseil d'État, mais après avoir démissionné, il est réélu lors des élections partielles et est élu. Il s'est principalement occupé de la réforme de l'administration de l'État ainsi que du développement des voies de communication, en gardant à l'esprit les problèmes du sud de l'Italie et de sa province. Il s'est également consacré au problème de l'alphabétisation, à la réforme des registres fonciers et à la mise en valeur des terres.
Aux élections suivantes, De Nava est à nouveau élu avec un grand nombre de voix. Il est un représentant de la droite libérale et un fervent partisan des gouvernements Zanardelli-Giolitti, pour lesquels il est nommé sous-secrétaire d'État dans le gouvernement Sonnino. Le projet de loi qu'il a présenté pour des mesures en faveur de la Calabre est important, tout comme son engagement particulier pour résoudre les graves problèmes de Reggio de Calabre et de Messine après le tremblement de terre de 1908.
À partir de 1916, De Nava est ministre de l'industrie, du commerce et du travail dans le gouvernement Boselli. C'est à cette époque que remonte le document "Travaux et études à réaliser en vue de la paix et de l'après-guerre", qui présente les grandes lignes des projets politiques et économiques à réaliser à la fin du conflit mondial. Il a ensuite été ministre des transports dans le gouvernement Orlando, ministre des travaux publics puis ministre des finances dans le gouvernement Nitti, et ministre du trésor dans le gouvernement Bonomi. L'un des hommes politiques les plus compétents, De Nava a participé en tant que représentant de l'exécutif à des conférences internationales et à la conférence de la paix de Paris.
À la veille de l'avènement du fascisme, en 1922, il est chargé par le roi Victor Emmanuel III de former un gouvernement, mais décide de renoncer à cette tâche en raison des contrastes irréconciliables entre les partis. Ainsi, pour la XXVIIe législature en 1924, il accepte de faire partie de la Lista Nazionale (marquée du fascio littorio).
Giuseppe De Nava est mort à Rome le 27 février 1924. Dans son testament, il a fait don de la villa familiale à la municipalité de Reggio de Calabre, ainsi que de la collection de livres et de documents, en lui attribuant la fonction de bibliothèque, qui, avec la bibliothèque municipale (anciennement Ferdinandiana, créée en 1818), est devenue l'actuelle bibliothèque municipale Pietro De Nava, nommée en mémoire de son frère.

## Source
- (it) Cet article est partiellement ou en totalité issu de l’article de Wikipédia en italien intitulé « Giuseppe De Nava » (voir la liste des auteurs).